# ساري (اسم)
ساري هو اسم علم مذكر من أصل عربي، ومعناه هو المسافر ليلًا، الغيم الماطر، والأسد.

## شخصيات تحمل الاسم
- ساري أندرسون (30 ديسمبر 1978 – )
- ساري بالداوف (سيدة أعمال فنلندية، 10 أغسطس 1955 – )
- ساري عرابي (1980 – )
- ساري عمرو (لاعب كرة قدم سعودي، 15 نوفمبر 1989 – )
- ساري عيسايا (21 فبراير 1967 – )
- ساري كومرال (لاعبة كرة سلة تركية، 23 فبراير 1979 – )
- ساري لين (لاعبة كاراتيه فنلندية، 18 نوفمبر 1962 – )
- ساري ماتنوروتين (لاعب كرة قدم كمبودي، 5 أكتوبر 1996 – )
- ساري مقدسي (1964 – )
- ساري ناكازاوا (13 يوليو 1993 – )

## وصلات خارجية
- موسوعة السلطان قابوس لأسماء العرب نسخة محفوظة 5 أبريل 2019 على موقع واي باك مشين.